# Christopher Ohen
Christopher Nusa Ohen es un exfutbolista nigeriano nacionalizado español en 2000, nacido en Benín Town el 14 de octubre de 1970. Jugó en el Julius Berger (Nigeria), en la liga española (en las filas del Real Madrid, SD Compostela y CD Leganés) y en el Besiktas turco.

## Carrera
Comenzó jugando en su país en el Julius Berger y, tras destacar en el Mundial Juvenil de 1989 fue contratado por el Real Madrid, aunque no llegó a debutar con el primer equipo, destacando en las categorías inferiores. En 1991 recaló en la SD Compostela con el que consigue el ascenso a primera división en la temporada 93/94. Jugará en el Compostela los cuatro años que permanecerá en la máxima categoría del fútbol Español el equipo, convirtiéndose en el máximo goleador de su historia en Primera División. Tras una floja temporada lastrado por las lesiones el equipo descenderá a Segunda División y él marchará cedido al Besiktas, donde seguirán sus problemas musculares perdiéndose una temporada y media. Volverá a jugar en segunda división con el Compostela y acabará su carrera en Europa jugando unos pocos partidos en el Leganés, también jugó la fase de ascenso a 3ª división con Chiclana de la Frontera F.C, para volver a su equipo de origen a retirarse en 2002. 

### Estadísticas
| 1988/89 | Julius Berger        | Nigeria | División 1 de Nigeria | -- | -- |  |       |  |  |     |    |
| 1989/90 | Real Madrid Castilla | España  | Segunda División      | 18 | 8  |  |       |  |  |     |    |
| 1990/91 | Real Madrid Castilla | España  | Segunda División      | 0  | 0  |  |       |  |  |     |    |
| 1991/92 | SD Compostela        | España  | Segunda División      | 5  | 0  |  |       |  |  |     |    |
| 1992/93 | SD Compostela        | España  | Segunda División      | 23 | 7  |  |       |  |  |     |    |
| 1993/94 | SD Compostela        | España  | Segunda División      | 34 | 13 |  |       |  |  |     |    |
| 1994/95 | SD Compostela        | España  | Primera División      | 31 | 14 |  |       |  |  |     |    |
| 1995/96 | SD Compostela        | España  | Primera División      | 34 | 11 |  |       |  |  |     |    |
| 1996/97 | SD Compostela        | España  | Primera División      | 33 | 17 |  |       |  |  |     |    |
| 1997/98 | SD Compostela        | España  | Primera División      | 19 | 6  |  |       |  |  |     |    |
| 1998/99 | Besiktas             | Turquía | Superliga de Turquía  | 17 | 10 |  |       |  |  |     |    |
| 2000/01 | SD Compostela        | España  | Segunda División      | 17 | 2  |  |       |  |  |     |    |
| 2001/02 | CD Leganés           | España  | Segunda División      | 3  | 0  |  |       |  |  |     |    |
| 2001/02 | Julius Berger        | Nigeria | División 1 de Nigeria | -- | -- |  | Total |  |  | 216 | 80 |